# Macruropyxis fraxini
Macruropyxis fraxini är en svampart som först beskrevs av Vladimir Leontjevitj Komarov 1869–1945, och fick sitt nu gällande namn av Azbukina 1972. Macruropyxis fraxini ingår i släktet Macruropyxis och familjen Uropyxidaceae.   Inga underarter finns listade i Catalogue of Life.